# 1324 Книсна
1324 Книсна (1324 Knysna) — астероїд головного поясу, відкритий 15 червня 1934 року.
Тіссеранів параметр щодо Юпітера — 3,656.
Названий на честь міста ПАР Книсна